# 小島信夫
小島 信夫（こじま のぶお、1915年〈大正4年〉2月28日 - 2006年〈平成18年〉10月26日）は、日本の小説家。中国から復員後、教師を経て『小銃』で文壇に登場。「第三の新人」の一人と目されるも、抽象表現を帯びた前衛的手法の作品に独自の道を拓いた。評伝や文学論でも活躍。日本芸術院会員。文化功労者。位階は正四位。

## 略歴
岐阜県稲葉郡加納町（現・岐阜市加納安良町）出身。旧制岐阜中学校（現・岐阜県立岐阜高等学校）、第一高等学校を経て、1941年東京帝国大学文学部英文科卒業。卒業論文は『ユーモリストとしてのサッカレイ』。
1942年より中国東北部で従軍、敗戦でポツダム上等兵（伍長）。1946年復員し、1948年4月から千葉県立佐原女子高等学校で教え、1949年度より東京都立小石川高等学校に移る。1954年からは明治大学工学部（現・理工学部）助教授として英語を教え、1961年に工学部教授に昇格、以後1985年の定年まで勤務する傍ら旺盛な文筆活動を行った。
2006年10月26日、肺炎のため91歳で死去した。没日付で正四位に叙位。

## 作風
初期には、実存主義的な不安やブラックユーモアのあふれる小説を書いて、吉行淳之介、遠藤周作、安岡章太郎らと共に第三の新人と呼ばれた。

## 受賞と栄典
- 1955年 『アメリカン・スクール』で第32回芥川賞。
- 1965年 『抱擁家族』で第1回谷崎潤一郎賞。(翌年の受賞としている年譜も多いが誤り）
- 1972年 『私の作家評伝』で芸術選奨文部大臣賞。
- 1981年 『私の作家遍歴』で第13回日本文学大賞。
- 1982年
  - 『別れる理由』で日本芸術院賞[9]。
  - 『別れる理由』で第35回野間文芸賞。
- 1988年 春の叙勲で勲三等瑞宝章。
- 1989年 日本芸術院会員。
- 1994年 文化功労者選出。
- 1998年 『うるわしき日々』で第49回読売文学賞。
- 2004年 春の叙勲で旭日重光章[10]。
- 2006年 叙正四位。

## 作品一覧
※は電子書籍で再刊

### 小説
- 『小銃』新潮社 1953
- 『アメリカン・スクール』みすず書房 1954
- 『微笑』河出新書 1955
- 『残酷日記』筑摩書房 1955
- 『チャペルのある学校』筑摩書房 1955
- 『凧』書肆ユリイカ 1955
- 『島』大日本雄弁会講談社 1956 のち集英社文庫
- 『裁判』河出書房 1956
- 『愛の完結』大日本雄弁会講談社 1957
- 『夜と昼の鎖』講談社 1959
- 『墓碑銘』中央公論社 1960 のち潮文庫、講談社文芸文庫※
- 『女流』講談社 1961 のち集英社文庫※
- 『大学生諸君!』集英社 1963
- 『愉しき夫婦』芥川賞作家シリーズ 学習研究社 1965
- 『抱擁家族』講談社 1965 のち講談社文庫、講談社文芸文庫※、同ワイド版
- 『アメリカン・スクール』新潮文庫※ 1967、改版2008
- 『弱い結婚』講談社 1966
- 『愛の発掘』講談社 1968
- 『異郷の道化師』三笠書房 1970
- 『階段のあがりはな』新潮社 1970
- 『憂い顔の騎士たち』旺文社文庫 1973
- 『靴の話・眼』冬樹社 1973 のち講談社文芸文庫※
- 『公園・卒業式』冬樹社 1974 のち講談社文芸文庫※
- 『ハッピネス』講談社 1974 のち講談社文庫※
- 『城壁・星 戦争小説集』冬樹社 1974 のち講談社文芸文庫※
- 『小銃』集英社文庫 1977※
- 『釣堀池』作品社 1980
- 『夫のいない部屋』作品社 1980
- 『美濃』平凡社 1981、講談社文芸文庫※ 2009
- 『女たち』河出書房新社 1982
- 『別れる理由』講談社 全3巻 1982、小学館 全6巻※ 2019
- 『墓碑銘・燕京大学部隊』福武書店〈文芸選書〉 1983
- 『月光』講談社 1984
- 『菅野満子の手紙』集英社 1986
- 『平安』講談社 1986
- 『寓話』福武書店 1987
- 『静温な日々』講談社 1987
- 『殉教・微笑』講談社文芸文庫※ 1993
- 『暮坂』講談社 1994 のち「月光・暮坂」講談社文芸文庫※
- 『うるわしき日々』読売新聞社 1997、講談社文芸文庫※ 2001
- 『X氏との対話』立風書房 1997
- 『こよなく愛した』講談社 2000
- 『各務原・名古屋・国立』講談社 2002、講談社文芸文庫※ 2022
- 『残光』新潮社 2006 のち文庫
- 『ラヴ・レター』夏葉社 2013

### 戯曲
- 『どちらでも』河出書房新社 1970
- 『一寸さきは闇』河出書房新社 1973

### 随筆・評論
- 『実感・女性論』講談社 1959 のち講談社文庫※
- 『愛の白書 夫と妻の断層』集英社 1963
- 『小島信夫文学論集』晶文社 1966
- 『現代文学の進退』河出書房新社 1970
- 『変幻自在の人間』冬樹社 1971
- 『小説家の日々』冬樹社 1971
- 『私の作家評伝』全3巻 新潮選書 1972-1975 のち潮文庫(抄) 中公文庫※ 2024
- 『文学断章』冬樹社 1972
- 『夫婦の学校私の眼』北洋社 1973
- 『私の作家遍歴』全3巻 潮出版社 1980
- 『そんなに沢山のトランクを』創樹社 1982
- 『幸福が裁かれる時』海竜社 1983
- 『原石鼎－二百二十年めの風雅』河出書房新社 1990、増補新版1992
- 『漱石を読む 日本文学の未来』福武書店 1993
- 『書簡文学論』水声社 2007
- 『小説の楽しみ』水声社 2007
- 『演劇の一場面 私の想像遍歴』水声社 2009
- 『風の吹き抜ける部屋』幻戯書房 2015
- 『小説作法』中公文庫 2023※ - 文庫新編

### 翻訳
- ウィリアム・サロイヤン『人間喜劇』研究社出版 1957、晶文社 1977
- マーク・トウェイン『ハックルベリ・フィンの冒険』少年少女世界の文学 河出書房新社 1966、のち新版
- バーナード・マラマッド『レンブラントの帽子』浜本武雄、井上謙治共訳 集英社 1975／夏葉社 2010
- アンダソン『ワインズバーグ・オハイオ』浜本武雄共訳 世界文学全集 87 講談社、1979 のち文芸文庫

以下は短編訳で、各社の「世界文学全集」に収録
- サローヤン「笑うサム」「ざくろ園」
- シャーウッド・アンダースン「種子」「別の女」
- ドロシー・パーカー「大柄なブロンド美人」
- ナサニエル・ホーソン「若いグッドマン・ブラウン」
- ロバート・ペン・ウォレン「いちご寒」
- アーウィン・ショー「サマー・ドレスの女」
- バーナード・マラマッド「借金」「心の中で花が開く」「銀の冠」
- クラレンス・デイ「類人猿の世界」

### 共著
- 『悪友記』吉行淳之介ほか ペップ出版 1978
- 『この結婚は救えるか』沼田陽一 白夜書房 1981
- 『小説修業』保坂和志 朝日新聞社 2001、中公文庫 2008
- 『対談・文学と人生』森敦 講談社文芸文庫※ 2006

### 作品集・全集
- 『新鋭文学叢書3 小島信夫集』筑摩書房 1961。武田泰淳解説
- 『新潮日本文学54 小島信夫集』新潮社 1972。篠田一士解説
  - 「抱擁家族」「小銃」「殉教」「アメリカン・スクール」ほか全11篇
- 『新潮現代文学37 小島信夫』新潮社 1981。柄谷行人解説、全7篇
- 『小島信夫全集』全6巻、講談社 1971
  - 長編・短編・評論をそれぞれ3巻・2巻・1巻に分け収録。各巻に追記を連ねて構成した著者あとがきを収録。
- 『小島信夫批評集成』全8巻、水声社 2010-11
  1. 現代文学の進退
  2. 変幻自在の人間
  3. 私の作家評伝
  4. 私の作家遍歴Ⅰ
  5. 私の作家遍歴Ⅱ
  6. 私の作家遍歴Ⅲ
  7. そんなに沢山のトランクを
  8. 漱石を読む
- 『小島信夫短篇集成』全8巻、水声社 2014-15
  - 単行本未収録を含め確認されている全短篇を収録。異稿も差異が大きい数篇を収録。
- 『小島信夫長篇集成』全10巻、水声社 2015-16。全長篇を収録。短・長篇共に編集委員は千石英世・中村邦生
  1. 島／裁判／夜と昼の鎖
  2. 墓碑銘／女流／大学生諸君！
  3. 抱擁家族／美濃
  4. 別れる理由Ⅰ
  5. 別れる理由Ⅱ
  6. 別れる理由Ⅲ
  7. 菅野満子の手紙
  8. 寓話
  9. 静温な日々／うるわしき日々
  10. 各務原・名古屋・国立／残光

## 執筆以外の活動
1999年、郷土の岐阜県で小島信夫文学賞が創設され、生前は授賞式などに参加した。現在は小島信夫記念ぎふ文学賞が開催されている。

## 関連書籍
- 編『小島信夫をめぐる文学の現在』福武書店 - 大橋健三郎他全7名
- 千石英世『小島信夫 ファルスの複層』小沢書店
  - 増補版『小島信夫 暗示の文学、鼓舞する寓話』彩流社
- 坪内祐三『「別れる理由」が気になって』講談社
- 水声通信No.2「小島信夫を再読する」水声社 2005年12月
- 昭和女子大学図書館編『小島信夫の読んだ本―小島信夫文庫蔵書目録』水声社 2012年5月
- 昭和女子大学図書館編『小島信夫の書き込み本を読む―小島信夫文庫関係資料目録』水声社 2013年3月
- 青木健『小島信夫の文法』水声社 2017年11月
- 柿谷浩一『小島信夫完全作品書誌・講談社文芸文庫版追補』私家版
- 三浦清宏『運命の謎 小島信夫と私』水声社 2021年9月
- 村上春樹『若い読者のための短編小説案内』文藝春秋 - 以下は評論での作品論
- 上野千鶴子・小倉千加子・富岡多恵子『男流文学論』筑摩書房
- 高橋源一郎『一億三千万人のための小説教室』岩波書店
- 講談社文芸文庫編『戦後短篇小説再発見〈10〉表現の冒険』講談社

## 関連人物
- 長谷川四郎
- 宇佐見英治
- 加藤周一
- 岡本謙次郎
- 森敦
- 古山高麗雄
- 山崎勉
- 大庭みな子
- 後藤明生
- 田中小実昌
- 保坂和志
- 山田智彦
- 三浦清宏
- 平光善久